# Linea Jireček

La linea Jireček

La linea Jireček  è una linea immaginaria che attraversa i Balcani, delimitando le aree di influenza del latino (a nord) e del greco (a sud) fino al IV secolo. Questa linea ha origine nei pressi della città di Laç (nell'attuale Albania) fino a Serdica (oggi Sofia, in Bulgaria), poi segue la catena montuosa dei Balcani fino al Mar Nero.
La definizione della linea è avvenuta sulla base di ritrovamenti archeologici: la maggior parte delle iscrizioni ritrovate a nord di essa erano scritte in latino, mentre la maggior parte di quelle a sud in greco.
Questa linea assume importanza per stabilire il luogo dove hanno avuto origine i popoli Rumeno e Arumeno, poiché è considerato improbabile che una popolazione di origine latina possa essere nata a sud della linea Jireček.
La linea prende il nome dallo storico ceco Konstantin Jireček che per primo ne fece uso, nel 1911, nel suo libro sulla storia del popolo serbo.